# Johann Jacob Volkmann

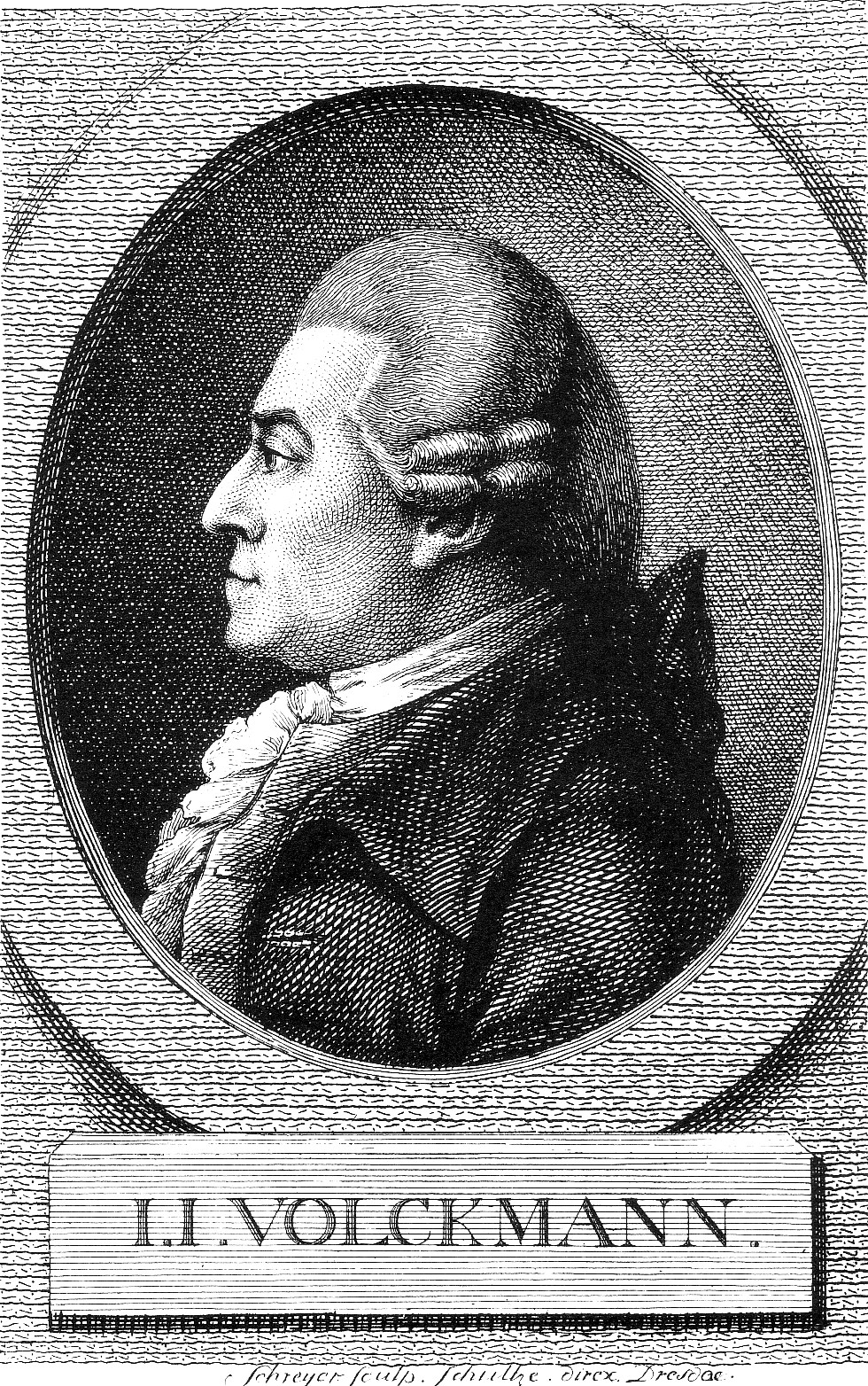
Johann Jacob Volkmann

Johann Jacob Volkmann, schrieb sich selbst lange Zeit Volckmann, (* 17. März 1732 in Hamburg; † 21. Juli 1803 in Zschortau) war ein deutscher Schriftsteller.

## Leben und Werk
Johann Jacob war der älteste Sohn des Hamburger Patriziers Conrad Diedrich Volkmann. Seine jüngste Schwester Caroline Louise (1767–1799) heiratete den Hamburger Senator Heinrich Christian Sieveking; sie waren die Eltern von Amalie Sieveking.

Er besuchte das Akademische Gymnasium, studierte in Göttingen Rechtswissenschaften und Mathematik sowie die älteren und neueren Sprachen, ging dann nach Orleans, wo er am 10. August 1759 promovierte. Nachdem er sich jahrelang auf Reisen durch fast ganz Europa bewegt und besonders Italien, Frankreich und England, auch Spanien und die Niederlande besucht hatte, ließ er sich dauernd in Leipzig nieder. Hier verfasste er seine zahlreichen Schriften, vor allem artistischen, topografischen und ökonomischen Inhalts, die insgesamt 98 Bände umfassten. Seine Historische-kritischen Nachrichten von Italien (3 Bde., Leipzig 1770/71) erlebten 1777/78 eine zweite Ausgabe. Mit ihnen ist außer Goethe u. a. auch Lessing gereist. Sie finden sich auch unter der für den jugendlichen Prinzen Louis Ferdinand von Preußen sorgfältig ausgewählten Lektüre.

## Leben
Johann Jacob verheiratete sich am 21. Mai 1765 mit Eleonore Henriette Welck, dem „schönen Lorchen“, geb. am 6. November 1746 zu Leipzig als Tochter des Hofrats und Oberpostamtsdirektors Wolfgang Georg Welck. Bevor die Eltern ihre Zustimmung zu der Heirat ihrer Tochter gaben, verlangten sie, dass Johann Jacob sich in Sachsen ansässig machen müsse. So erwarb er 1764 die beiden Rittergüter Zschortau (Obernteils) und Biesen im Amt Delitzsch. In Zschortau ließ er das offenbar im Siebenjährigen Krieg zerstörte Herrenhaus neu erbauen.
In dem Park, nicht weit vom Eingangstor, steht noch heute aus Johann Jacobs Zeiten ein hoher, zylinderförmiger Gedenkstein, auf der Vorderseite mit einem nach unten geöffneten Blätterkranz geschmückt, in dessen Innerem das Datum der Hochzeit von Johann Jacobs Tochter Johanna Charlotta mit dem späteren Magdeburger Regierungspräsidenten Wilhelm von Vangerow steht: 31. May 1791. Und rings um den bekrönenden Rand des oberen Teiles sind die Worte eingemeißelt: „Vereint durch Tugend, Weisheit und Liebe“. In der Dorfkirche ist noch 1986 das Volkmannsche Familienwappen mit der Jahreszahl 1765 aufbewahrt gewesen, das früher an der Patronatsloge angebracht war.
Nach dem Tod seiner ersten Frau im Jahre 1793 verheiratete sich Johann Jacob Volkmann im Jahr darauf wieder, und zwar mit Luise Charlotte Lange aus Spremberg, einer nahen Freundin seiner verstorbenen ersten Frau. Er selbst starb am 21. Juli 1803. Ein von ihm dem Ort Zschortau vermachtes Legat hat als „Volkmannsche Stiftung“ noch lange bestanden.
Seine ihn überlebenden Kinder waren Johann Wilhelm Volkmann, Doktor beider Rechte und Mitglied des Rats zu Leipzig (* 10. Februar 1772 in Zschortau) sowie die oben bereits genannte Tochter Johanna Charlotta von Vangerow in Magdeburg. Über Johann Wilhelm war er u. a. der Großvater des Mediziners Alfred Wilhelm Volkmann, der wiederum diverse prominente Nachfahren hatte.